# Protea scolymocephala
Protea scolymocephala är en tvåhjärtbladig växtart som först beskrevs av Carl von Linné, och fick sitt nu gällande namn av Reich.. Protea scolymocephala ingår i släktet Protea och familjen Proteaceae. Inga underarter finns listade i Catalogue of Life.